# Code-barres postal
Afin d'automatiser le tri du courrier, différents systèmes de codage numérique des codes postaux ont été inventés par différents pays et industries.
Utilisation de la reconnaissance optique de caractères.
Les barres peuvent être en jaune/orange/rouge fluo, ou bien, en noir.
Les paragraphes suivants présentent les différents codages.

## International
En particulier, de nos jours, le courrier international est marqué, au verso, avec un code-barres international.
Le recto contient un autre système de code-barres.
Il semblerait que le code-barres du verso contienne 79 barres pouvant être invisibles ou pleines. 2 seraient des garde-fous, et les 77 autres seraient 11 symboles alphanumériques codés sur 7 barres.
De nos jours, les postes utilisent des réseaux informatiques, afin d'identifier les courriers, leur localisation, les chemins acceptés par les clients, et de communiquer ces informations entre les différents opérateurs postaux.

## Codage français
La poste française utilise un système de barres imprimées en orange fluo.
Voir l'article correspondant.

## Codage US
La poste américaine utilise le système POSTNET.

## Codage australien
Il contiendrait des demi-barres hautes et des demi-barres basses.

## Codage canadien
Des lettres et des chiffres peuvent être encodés avec ce système.